# Dos Lagunas (södra Calakmul kommun)
Dos Lagunas är en ort i Mexiko.   Den ligger i kommunen Calakmul och delstaten Campeche, i den östra delen av landet, 1 000 km öster om huvudstaden Mexico City. Dos Lagunas ligger 184 meter över havet och antalet invånare är 282.
Terrängen runt Dos Lagunas är platt söderut, men norrut är den kuperad. Runt Dos Lagunas är det glesbefolkat, med 11 invånare per kvadratkilometer. Närmaste större samhälle är Santo Domingo, 14,1 km norr om Dos Lagunas. I omgivningarna runt Dos Lagunas växer i huvudsak städsegrön lövskog.